# St. Louis Vipers
Die St. Louis Vipers waren ein US-amerikanisches Inlinehockeyfranchise aus St. Louis im Bundesstaat Missouri. Es existierte von 1993 bis 1999 und nahm an allen sechs Spielzeiten der professionellen Inlinehockeyliga Roller Hockey International teil.
Die Heimspiele des Teams wurden in der St. Louis Arena (1993 bis 1994) und im Kiel Center (1995 bis 1997, 1999) ausgetragen. Die St. Louis Vipers gewannen im Jahr 1999 den Murphy Cup.

## Geschichte
Die St. Louis Vipers waren 1993 eines von zwölf Teams, die in der Saison 1993 am Spielbetrieb der neu gegründeten professionellen Roller Hockey International teilnahmen. Die Vipers gelangten in ihrer Premierensaison, mit Cheftrainer Bernie Federko, bis ins Playoff-Viertelfinale und unterlag dort den Oakland Skates. 
Nachdem in der Spielzeit 1994 die Teilnahme an der Endrunde verpasst worden war, schieden die Vipers im Folgejahr im Conference-Finale gegen die Montreal Roadrunners aus; auch 1996 und 1997 war das Team in der Endrunde vertreten. 
Nach der abgesagten RHI-Saison 1998 kehrte das Team in die Liga zurück und feierte im Jahr 1999 den größten Erfolg mit dem Gewinn des Murphy Cup. Dabei setzte sich das Team in der Endrunde gegen die Buffalo Wings und Anaheim Bullfrogs durch.
1993 hatte das Team einen Zuschauerschnitt von 5152, dieser pendelte in den vier Folgejahren zwischen 4506 und 6643 Zuschauern. Der Zuschauerkrösus Anaheim Bullfrogs hatte im Jahr 1993 einen Schnitt von 8366, während lediglich 1526 Zuschauer die Spiele der Florida Hammerheads besuchen wollten. In der letzten Saison musste jedoch ein deutliches Zuschauerinteresse hingenommen werden; vergleichsweise wenige 2683 Zuschauer im Schnitt besuchten die Spiele der St. Louis Vipers. Das Heimspiel mit den meisten Zuschauern war die letzte Partie der regulären Saison im Jahr 1997 gegen die New Jersey Rockin’ Rollers mit über 14000 Fans im Kiel Center.
Die Teamfarben waren Rot, Schwarz, Gold und Weiß.

## Erfolge
- Murphy Cup: 1999

## Saisonstatistik
Abkürzungen: Sp = Spiele, S = Siege, N = Niederlagen, U = Unentschieden, OTN = Niederlagen nach Overtime oder Shootout, Pkt = Punkte, T = Erzielte Tore, GT = Gegentore
| Saison | Sp                       | S                        | N                        | U                        | OTN                      | Pkt                      | T                        | GT                       | Platz                    | Playoffs |
| 1993   | 14                       | 9                        | 4                        | 1                        | –                        | 19                       | 104                      | 115                      | 2., Murphy               | Niederlage im Playoff-Viertelfinale, 5:7 (Oakland)                                                                                              |
| 1994   | 22                       | 8                        | 12                       | 2                        | –                        | 18                       | 154                      | 173                      | 5., Central              | nicht qualifiziert |
| 1995   | 22                       | 13                       | 7                        | 2                        | –                        | 28                       | 166                      | 157                      | 1., Central              | Sieg im Conference-Viertelfinale, 2:0 (Detroit) Sieg im Conference-Halbfinale, 2:1 (New Jersey) Niederlage im Conference-Finale, 1:2 (Montreal) |
| 1996   | 28                       | 15                       | 12                       | –                        | 1                        | 31                       | 207                      | 209                      | 2., Central              | Sieg im Conference-Halbfinale, 2:1 (Minnesota) Niederlage im Conference-Finale, 0:2 (Orlando)                                                   |
| 1997   | 24                       | 12                       | 10                       | –                        | 2                        | 26                       | 174                      | 169                      | 4., Western              | Niederlage im Conference-Halbfinale, 1:2 (San Jose)                                                                                             |
| 1998   | Saison nicht ausgetragen | Saison nicht ausgetragen | Saison nicht ausgetragen | Saison nicht ausgetragen | Saison nicht ausgetragen | Saison nicht ausgetragen | Saison nicht ausgetragen | Saison nicht ausgetragen | Saison nicht ausgetragen | Saison nicht ausgetragen |
| 1999   | 26                       | 17                       | 8                        | –                        | 1                        | 35                       | 221                      | 168                      | 1., Eastern              | Sieg im Conference-Finale, 11:7 (Buffalo) Sieg im Murphy-Cup-Finale, 8:6 (Anaheim)                                                              |

## Bekannte Spieler
- Doug Evans
- Jim McGeough
- Kraig Nienhuis
- Greg Paslawski
- Cam Plante
- Chris Rogles
- Allain Roy
- Martin Sekera
- Randy Smith
- Perry Turnbull
- Kurt Wickenheiser
- Rik Wilson